# Adolf Saager

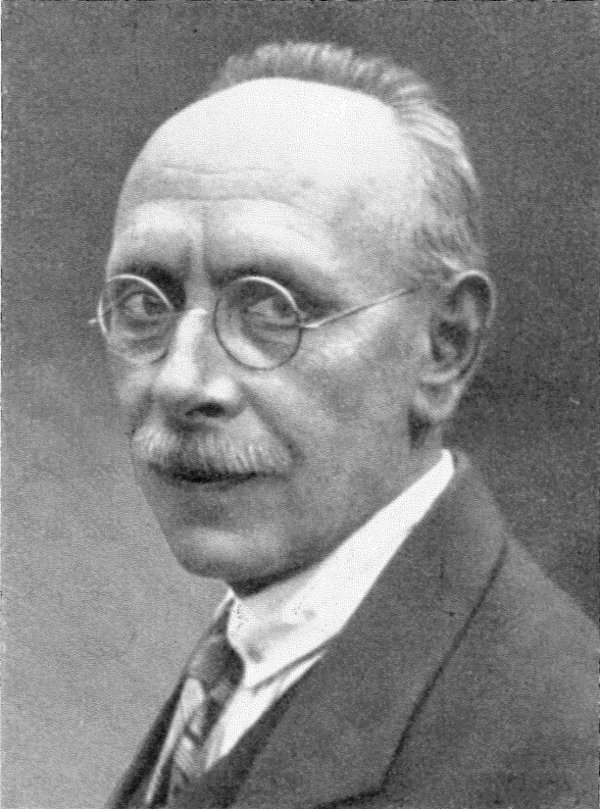
Adolf Saager

Adolf Saager (* 20. April 1879 in Stuttgart; † 31. August 1949 in Massagno) war ein Schweizer Journalist und Schriftsteller. Er veröffentlichte auch unter dem Pseudonym A. S. Edger.

## Leben
Adolf Saager besuchte nach Absolvierung des königlichen Realgymnasiums in Stuttgart daselbst von 1898 bis 1901 die Technische Hochschule, wo er das Verbandsexamen ablegte, studierte danach in München sowie Genf Naturwissenschaften und promovierte in Heidelberg. Ab 1907 lebte er als freier Schriftsteller und Redakteur der Zeitschrift Zeit im Bild in München. Hier gründete er 1911 gemeinsam mit Karl Wilhelm Bührer das maßgeblich von Wilhelm Ostwald unterstützte «Internationale Institut zur Organisierung der geistigen Arbeit Die Brücke». 1914 verließ Saager Deutschland, lebte kurz in seiner Heimatgemeinde Menziken und ließ sich dann im Tessin nieder. Er schrieb für die National-Zeitung, übersetzte u. a. Ignazio Silone und Felice Filippini und verfasste Biografien über Henry Ford, Graf Zeppelin, Mussolini und Giuseppe Mazzini.

«Sie, lieber Freund, gehören zu jenen wahren Europäern, die jetzt gebraucht werden, um für den Völkerbund ewige Grundlagen des Geistes und der Wahrheit zu legen, ohne welche diese Einrichtung wie ein Haus auf Sand wäre.»

Das große Thema von Saagers Romanen war die Völkerversöhnung. 1939–45 schwieg er, verbittert über die schweizerische Pressezensur, und rettete eine Reihe politischer Flüchtlinge vor der Ausweisung. 1945 forderte er vergeblich die Aufhellung der Kontakte des Schweizerischen Schriftsteller-Vereins (SSV) zum NS-Regime.

## Werke (Auswahl)
- Die Welt der Materie. Eine gemeinverständliche Darstellung der Chemie. Strecker & Schröder, Stuttgart 1907
- Drei mal hundert Tausend Teufel! Das lustigste Anekdotenbuch. (Anekdoten-Bibliothek, Bd. 10). Verlag von Robert Lutz, Stuttgart 1909
- Das Rätsel Kaspar Hauser. Verlag von Fr. Seybold’s Buchhandlung, Ansbach 1911
- Blücher Anekdoten. Ein Charakterbild des Marschalls Vorwärts. Verlag von Robert Lutz, Stuttgart 1913
- Schweizer Plakatkunst. In: Das Plakat. Mitteilungen des Vereins der Plakatfreunde. Bd. 4 (1913), Heft 1, S. 1–18 (Digitalisat).
- Die Frucht des Weltkrieges. Verlag von Robert Lutz, Stuttgart [2. Auflage] 1915
- Zeppelin. Der Mensch, der Kämpfer, der Sieger. Lutz, Stuttgart 1915
- Unser Feind der Krieg. Müller, München 1918
- Menschlichkeit. Zukunfts-Roman vom Geiste des Völkerbundes. Salvatore-Verlag, Lugano 1923
- Henry Ford. Werden – Wirken. Ein Charakterbild. Hallwag, Bern 1924
- Das Verschwörernest im Tessin. Humoristischer Detektivroman (veröffentlicht unter dem Pseudonym A. S. Edger). Orell Füssli, Zürich 1925
- Versöhnung. Roman. Orell Füssli, Zürich 1925
- Mussolini ohne Mythus. Vom Rebellen zum Despoten. Hess & Co, Wien 1931
- Mazzini. Die Tragödie eines Idealisten. Europa-Verlag, Zürich 1935

### Als Herausgeber
- Aus dem Leben eines Wiener Phäaken 1781-1862. Die Memoiren des I. F. Castelli, neu herausgegeben von Adolf Saager (Memoirenbibliothek, IV. Serie Achter Band). Verlag von Robert Lutz, Stuttgart 1912 (Digitalisat im Internet Archive)
- Blüchers Briefe an seine Frau. Verlag von Robert Lutz, Stuttgart 1912
- Wilhelm Ritter Gründorf von Zebegény: Memoiren eines österreichischen Generalstäblers 1832-1866. Verlag von Robert Lutz, Stuttgart 1913
- Wenzel Krimer: Erinnerungen eines alten Lützower Jägers 1795–1819 (2 Bde.). Verlag von Robert Lutz, Stuttgart o. J. [ca. 1913]
- Des Herrn Pepi Huber Kriegserlebnisse. Georg Müller, München u. Berlin 1916
- Luther-Anekdoten. Lebensbilder – Anekdoten – Kernsprüche. Verlag von Robert Lutz, Stuttgart o. J.

### Als Übersetzer
- Helen Keller: Briefe meiner Werdezeit. Verlag von Robert Lutz, Stuttgart o. J. [1918]
- Egidio Reale: Die Ursprünge des modernen Italiens. Übersetzt und mit einem Nachwort versehen von Adolf Saager. Büchergilde Gutenberg, Zürich 1944
- Ignazio Silone: Brot und Wein. Roman. Oprecht [& Helbling], Zürich 1936